# Pterotricha lentiginosa
Pterotricha lentiginosa är en spindelart som först beskrevs av Carl Ludwig Koch 1837.  Pterotricha lentiginosa ingår i släktet Pterotricha och familjen plattbuksspindlar. Inga underarter finns listade i Catalogue of Life.